# 명봉산로
명봉산로(Myeongbongsan-ro)는 경기도 파주시 조리읍 장곡리에서 광탄면 용미리까지 이어주는 파주시도로, 총 연장은 3.650 km이다. 도로의 명칭이 유래된 것은 지형적인 특성을 가진 명봉산이 있어 부여하였으며, 국가지원지방도 제98호선의 일부를 이룬다.

## 역사
- 2008년 10월 17일 : 도로명으로 명봉산로를 고시

## 주요 경유지
- 파주시
  - 조리읍 (장곡리) - 광탄면 (용미리)

## 접촉하는 도로
- 통일로 (장곡검문소 교차로, 국도 제1호선·)
- 장곡로 (교차로명 미상)
- 혜음로 (용미5교차로, 국가지원지방도 제78호선·지방도 제360호선)

## 같이 보기
- 명봉산